# Jean Capdeville
Jean Capdeville (L'Albera, 13 de setembre del 1917 - Ceret, 31 de juliol del 2011) va ser un pintor, il·lustrador i gravador nord-català que visqué a Ceret, on també tenia el taller.

## Biografia
Si bé nasqué a un mas de Sant Joan d'Albera, a l'edat de dos anys els seus pares s'instal·laren a Ceret. De formació autodidacta, Capdeville tenia trenta anys quan va començar a pintar el 1947, i a l'any següent feu la seva primera exposició, a l'ajuntament de Ceret. La seva vinculació a la terra natal el vinculà de per vida al Vallespir, malgrat que durant un temps s'establís a París, com molts companys de generació artística. El 1965 participà en l'exposició "Cinq peintres et un sculpteur", a la galeria Maeght, que compartí amb Gérard Fromanger (Jouars-Pontchartrain, 1939), Amable Arias (Bembibre, 1927 - Donosti, 1984), Claude Garache (Paris, 1929), Maurice Matieu (París, 1934) i Joan Gardy-Artigas. Als anys 60 exposà amb regularitat, tant a mostres col·lectives (Biennal de Menton, Salon des Grands et Jeunes d'aujourd'hui -París 1962-, Salon de Mai, Biblioteca Nacional de París, Redfern Gallery de Londres) com en d'altres d'individuals a Ceret (Museu d'Art Modern, 1967 i 1988), Brest (Museu de Belles Arts, 1968), Perpinyà (Museu Jacint Rigaud, 1978), Cotlliure (Museu d'Art Modern, 1988). El 1968 presentà, en el marc d'una exposició itinerant per (l'aleshores) Europa de l'Est (Belgrad, Zagreb, Ljubljana, Rijeka, Skoplie…), la seva tasca com a gravador al servei de l'editorial Maeght. Il·lustrà llibres de bibliòfil d'autors com Georges Badin, Jacques Dupin, Gaston Puel, Edmond Jabés, i alguns d'aquests foren exposats a la Biblioteca Nacional de París el 1976, a la mostra Le Livre et l'Artiste.
El seu estil, inicialment vinculat a la pintura figurativa, progressivament anà dedicant-se a l'abstracta, sempre en temàtiques despullades de presència humana. La seva paleta cromàtica també s'escurçà al llarg dels anys, i en la producció més moderna -especialment després del traspàs dels seus pares- hi predomina el color negre. En el marc d'una "estètica de la desaparició" a partir del 1974 els materials emprats abastaren una àmplia gamma de materials (plàstics, papers arrugats, paper de calc, vernissos i altres). Hom ha establert uns certs paralel·lismes entre la seva obra i la d'en Tàpies. El 1985 dedicà l'aquarel·la Avui 9è aniversari a aquest diari català; posteriorment, aquesta ha estat incorporada al fons del Museu d'Història de Catalunya juntament amb 25 altres creacions artístiques pertanyents a l'antic Fons d'Art de l'Avui.
El 2007 se li va dedicar una exposició retrospectiva a la Maison Bousquet de Carcassona, i a l'any següent una altra al convent dels Mínims de Perpinyà. En aquesta darrera ocasió se'l definí com "un dels pintors contemporanis més rellevants de la Catalunya Nord".

## Obres il·lustrades
- A les edicions Fata Morgana, de Montpeller: Le méridien de Paul Celan (1994, 1995 i 2008), Le millier de l'air de Serge Pey (2004), L'horizon du monde d'Yves Peyré (2001 i 2003), Le voyage d'Alep de Salah Stétié (2002), Verticalement de Simone Weil (2001), Été convexe de Pere Gimferrer (1996), Les deux livres, Aigle et chouette d'Edmond Jabès (1986, 1989 i 1995), Retiré à un futur d'André du Bouchet (1990), Traille de l'aïeul. Le lai de la serpillière (1988) i De nul lieu et du Japon (1986) de Jacques Dupin i Les rougets d'André Pieyre de Mandiargues.
- A les edicions Écarts, de París: Combe obscure (1999) i Bleu et sans nom (2004) de Jacques Dupin, Chorégraphie du heurt d'Yves Peyré (2000)
- A les Edicions del Mall, dibuix de coberta per Ics (1983), de Patrick Gifreu.
- Georges Badin. Places Veilhes, Tarn: G. Puel, 1968
- François Zénone Monotonies de bouche Losne: Thierry Bouchard, 1982 ISBN 2-903166-31-5
- Serge Pey La direction de la grêle, lettres à Jean Capdeville datées du 17 août au 11 décembre 2002 Liancourt: Dumerchez, 2005 ISBN 2-84791-030-1